# Rechtbank Midden-Nederland
De rechtbank Midden-Nederland is een van de elf rechtbanken in Nederland. De rechtbank ontstond per 1 januari 2013 uit een samenvoeging van de rechtbank Utrecht met een deel (de provincie Flevoland) van het oude arrondissement Zwolle-Lelystad en een deel van het oude arrondissement Amsterdam. Het bestuur van de nieuwe rechtbank is gevestigd in Utrecht. Daarnaast heeft de rechtbank zittingsplaatsen in Almere, Amersfoort en Lelystad. Hoger beroep tegen beslissingen van de rechtbank kan worden ingesteld bij het gerechtshof Arnhem-Leeuwarden. Daarbij geldt dat tegen uitspraken gedaan in de zittingplaatsen Utrecht en Amersfoort het hoger beroep dient in de locatie Arnhem, terwijl voor uitspraken gedaan in Lelystad en Almere het hoger beroep dient in Leeuwarden. Voor bestuurszaken kan beroep worden ingesteld bij de Centrale Raad van Beroep of de Raad van State.

## Rechtsgebied
Het arrondissement omvat het grondgebied van de provincies Flevoland en Utrecht en de regio Gooi en Vechtstreek (gemeenten Blaricum, Gooise Meren, Hilversum, Huizen, Laren en Wijdemeren) in Noord-Holland.